# 마테 (소프트웨어)
마테(MATE)는 완전히 새로운 그래픽 사용자 인터페이스를 사용하는 그놈 3이 2011년 4월에 출시되면서 기존의 데스크톱 인터페이스를 사용하는 그놈 2의 관리 및 개발이 중단되었는데 이 중단된 그놈 2가 다시 개발되어 이를 계승하는 데스크톱 환경이다. 마테라는 이름은 남미 아열대 지방이 원산지로 마테 등 음료수로 쓰이기도 하는 마테나무라는 식물에서 유래한다.

## 역사
그놈 3가 고유한 데스크톱 환경을 그놈 셸에 기초한 새로운 그래픽 사용자 인터페이스로 대체하면서 기존 리눅스 공동체 일부에서 이에 반발하였다. 리눅스 사용자 상당수가 그놈 3를 거부하면서 그놈 2를 계속해서 개발하기를 바랐다. 이러한 요구에 응하여 아치 리눅스를 사용하던 아르헨티나의 사용자가 마테 프로젝트를 시작했다.

## 응용 프로그램
일부 응용 프로그램이 그놈에서 갈라지면서 다음과 같이 다시 명명되었다. 대부분 스페인어에서 유래했으며, 괄호 안의 이름은 포크되는 그놈 프로그램이다.
- Caja – 파일 관리자 (Nautilus)
- Pluma – 텍스트 편집기 (Gedit)
- Eye of MATE – 이미지 뷰어 (Eye of GNOME)
- Atril – 문서 뷰어 (Evince)
- Engrampa – 압축 도구 (File Roller)
- MATE 터미널 – 터미널 에뮬레이터 (GNOME 터미널)
- Marco – 창 관리자 (Metacity)
- Mozo – 메뉴 편집기 (Alacarte)

## 지속적인 개발
리눅스 마테는 GTK+ 3 애플리케이션 프레임워크를 완벽하게 지원한다. 우분투 마테 수석개발자인 마틴 윔프레스와 리눅스 민트 개발팀이 이 프로젝트를 지원한다.
| “ | 리눅스 민트 개발팀은 마테를 KDE, 그놈 3, Xfce와 같은 데스크톱 환경이라 생각하며, 가장 인기있었던 그놈 2 기반 리눅스 민트를 감안하여 마테를 지원하고 개선하겠습니다. | ” |

## 출시 기록
| 날짜       | 버전                      |
| ---------- | ------------------------- |
| 2011-06-18 | 아치 리눅스 포럼에서 공지 |
| 2011-08-19 | 출시                      |
| 2012-04-16 | 1.2                       |
| 2012-07-30 | 1.4                       |
| 2013-04-02 | 1.6                       |
| 2014-03-04 | 1.8                       |
| 2014-09-29 | 1.8.1                     |
| 2015-03-13 | 1.8.2                     |
| 2015-06-11 | 1.10                      |
| 2015-11-05 | 1.12                      |
| 2016-04-08 | 1.14                      |
| 2016-09-21 | 1.16                      |
| 2017-03-13 | 1.18                      |
| 2018-02-07 | 1.20                      |
| 2021-08-03 | 1.26.0                    |

## 사용 현황
리눅스 민트와 사바욘 리눅스, 스노 리눅스에서 기본 테스크톱 환경 가운데 하나로 채택하고 있다. 또한 마테 꾸러미는 아치 리눅스, 우분투, 데비안, 오픈 수세, 페도라 등에서 설치할 수 있다.

## 같이 보기
- 시나몬 (소프트웨어)
- 유니티 (사용자 인터페이스)
- 우분투 마테